# Giuditta Grisi
Giuditta Grisi, född 28 juli 1805 i Milano, död 1 maj 1840 i Lodi, var en italiensk operasångerska, mezzosopran. Hon var syster till Giulia Grisi och kusin till Carlotta Grisi.
Grisi uppträdde till 1834, då hon gifte sig med greve Barni, i Italien och Paris.